# Die Jungfrau auf dem Dach
Die Jungfrau auf dem Dach ist eine deutschsprachige US-Filmkomödie aus dem Jahr 1953. Unter der Regie von Otto Preminger spielten Johanna Matz, Johannes Heesters und Hardy Krüger die Hauptrollen.

## Handlung
Die unbefangene, sittenstrenge und auch ein wenig unschuldig-naive Patty begegnet eines Tages auf dem Dach des Empire State Buildings dem jungen Architekten Donald Gresham. Ohne jeden Argwohn und lange darüber nachzudenken, folgt sie seiner Einladung, in seinem Apartment mit ihm zu speisen und einige Drinks zu nehmen. Donald, ein blendend aussehender Womanizer, der normalerweise nichts anbrennen lässt, ist von der entwaffnenden Unbescholtenheit der entzückenden Patty derart überwältigt, dass er rasch Skrupel bekommt, sein übliches Verführungsprogramm herunterzuspulen. Zu allem Überfluss platzt auch noch Donalds Freund David in die schicke Wohnung. Er hat seine Tochter Cynthia im Schlepptau, die ebenso prätentiös und anspruchsvoll wie notorisch eifersüchtig ist.
Jetzt hat Donald nicht nur Cynthia, die einst seine Verlobte war, an der Backe, sondern auch den als Konkurrenten um Frauenherzen nicht ungefährlichen, deutlich älteren David, der sich als ausgewiesener Frauenconnaisseur und erfahrener Charmeur erweist. Und jener David hat nicht die geringsten Hemmungen, vor Donalds Augen mit dessen neuester Eroberung Patty heftig anzubandeln. Die Situation um zwei Männer und deren Buhlen um eine Frau wird immer chaotischer, als es plötzlich an der Tür klingelt. Man öffnet, und vor der versammelten Mannschaft steht ein Hüne von einem Mann. Es ist Pattys Vater, und der ist sehr aufgebracht. Da dieser glaubt, dass sein unschuldiges Töchterlein der Sittenlosigkeit und Amoral ausgesetzt sein könnte, langt er kurzerhand zu und streckt den Nächstbesten mit einem Faustschlag nieder.
Am nächsten Morgen verlässt Patty, die offensichtlich sittsam und brav geblieben ist, Donalds Wohnung und kehrt auf das Dach des Wolkenkratzers zurück. Dort macht ihr Donald einen Heiratsantrag. Beide begegnen einem anderen Paar (William Holden und Maggie McNamara), dem es offensichtlich ähnlich ergangen ist.

## Produktionsnotizen
Gedreht wurde ab Januar 1953 in Hollywood (Studio) und New York City (Außenaufnahmen), die Welturaufführung fand am 19. Juni 1953 in der Berliner Waldbühne im Rahmen der gerade laufenden Internationalen Filmfestspiele Berlin statt. In den deutschen Kinos lief Die Jungfrau auf dem Dach am 13. Januar 1954 in München an.
Die Jungfrau auf dem Dach, zu dem Carl Zuckmayer die deutschen Dialoge schrieb, ist die erste deutsche Version eines amerikanischen Filmes nach dem Zweiten Weltkrieg. Wenig später, beginnend mit Rummelplatz der Liebe/Carnival Story, sollten weitere folgen.
William Holden und Maggie McNamara haben Gastauftritte als junges Paar auf dem Empire State Building (Schlussszene). Preminger verfilmte den Stoff zeitgleich unter dem Titel The Moon Is Blue (Wolken sind überall) für das englischsprachige Publikum. Dieser Film hatte David Niven in der Heesters-Rolle, während Holden und McNamara das Liebespaar spielten. Die anderen Darsteller der US-Fassung, Dawn Addams und Gregory Ratoff, spielten in beiden Fassungen mit. Während Tom Tully den Vater in der US-Fassung verkörperte, übernahm der gebürtige Hamburger Siegfried Rumann diese Rolle in der deutschen Version. Er sprach seinen Text auf Deutsch (mit einem, in drei Jahrzehnten USA-Aufenthalt angewöhnten, leicht amerikanischen Akzent).

## Kritik
Das Lexikon des internationalen Films befand: „Beide Versionen erregten in den fünfziger Jahren Anstoß. Die deutsche Fassung ist filmisch und darstellerisch biederer, im Dialog plumper als die amerikanische.“
Das große Personenlexikon des Films erinnerte an den thematischen Tabubruch, den Regisseur Preminger bewusst mit den beiden Fassungen dieses Filmlustspiels beging: „Ein zentrales Element dieser Komödie war -– very shocking für das ultraprüde Amerika der 50er Jahre -- die offene Auseinandersetzung der Protagonisten mit Themen wie außerehelicher Sex, Jungfräulichkeit und Schwangerschaft“ und schrieb in der Biografie von Johannes Heesters: „Mit der deutschen Fassung von ‚The Moon is Blue‘, ‚Die Jungfrau auf dem Dach‘, erhielt Johannes Heesters Anfang 1953 erstmals die Gelegenheit, seinen Filmruf als Charmeur und Womanizer zu persiflieren.“